# موانگ شای
موانگ شای (به لاتین: Muang Xay) یک شهر در لائوس است که در استان اودومشای واقع شده‌است.